# Pierre Alexis Ponson du Terrail
Pierre Alexis, vikomt de Ponson du Terrail (8. července 1829, Montmaur, Hautes-Alpes – 20. ledna 1871, Bordeaux) byl francouzský spisovatel proslulý sérií románů o tajemném zlosynovi a mstiteli Rocambolovi.

## Život
Ponson du Terrail byl šlechtického původu. Narodil se na panství svého praděda z matčiny strany a měl se stát důstojníkem. Studií na škole v Apt však záhy zanechal a od svých dvaceti let publikoval v pařížských novinách a časopisech na pokračování celou řadu dobrodružných románů (až třicet ročně) psaných chvatným stylem a vyznačujících se psychologickou nepravděpodobností a melodramatičností. Šlo v podstatě o gotické romány, které byly ve své době velmi oblíbené pro svou poutavost. Celkem napal více než dvě stě děl.
Roku 1857 začal psát pod vlivem Tajností pařížských od Eugèna Suea pro deník La Patrie román o Rocambolovi, tajemném zlosynovi a mstiteli obdařeném mimořádnými schopnostmi. Román měl obrovský úspěch, takže Ponson du Terrail napsal ještě dalších osm pokračování.
Vliv Rocambola na vývoj dobrodružné literatury nelze podceňovat. Cyklus představuje přechod od zastaralého gotického románu k moderním napínavým příběhům. Slovo rocambolesque se ve francouzštině dokonce stalo označením pro žánr fantastických dobrodružství plných dramatických zvratů. Postava Rocambola se stala vzorem pro Leblancova Arsèna Lupina i pro Fantomase od Marcela Allaina a Pierra Souvestreho.
Literární kariéru Ponsona du Terrail přerušila prusko-francouzská válka. Po kapitulaci Naoleona III. odjel na své venkovské sídlo poblíž Orléansu a s přáteli zde zorganizoval gerilovou válku. Když mu Němci jeho sídlo vypálili, byl nucen prchnout do Tours a pak Bordeaux, kde roku 1871 zemřel při epidemii pravých neštovic. Pohřben je na hřbitově Montmartre v Paříži.

## Dílo

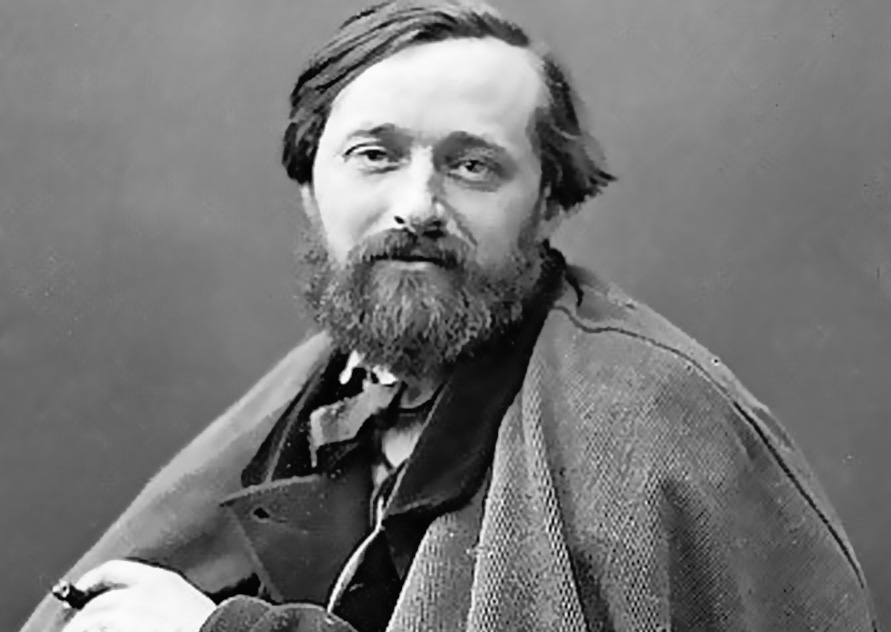
Ponson du Terrail na fotografii od Nadara

### Rocambolo
O dobrodruhovi Rocambolovi, který se ze zločince přerodil na lupiče-gentlemana, napsal Ponson du Terrail v letech 1857–1870 devět knih, přičemž poslední díl zůstal nedokončen.
1. Les Drames de Paris (1857, Drama Paříže), také jako L’Héritage Mystérieux (Tajemné dědictví).
2. Le Club des Valets de Coeur (1858), česky ve dvou svazích jako Klub srdcových kluků a Hříšná Turkyně.
3. Les Exploits de Rocambole (1858–1859, Rocambolovo vzkříšení).
4. Les Chevaliers du Clair de Lune (1860–1862, Rytíři měsíčního svitu).
5. La Résurrection de Rocambole (1865–1866, Rocambolovo zmrtvýchvstání), česky částečně pod názvy Rocambolo, galejní otrok nebo Rocambolo v Toulonském bagnu.
6. Le Dernier Mot de Rocambole (1866–1867, Rocambolovo poslední slovo).
7. Les Misères de Londres (1867–1868, Bída Londýna).
8. Les Démolitions de Paris (1869), také jako Rocambole in Jail (Rocambolo ve vězení).
9. La Corde du Pendu (1870, Provaz oběšence).

### Ostatní (výběr)
- La Baronne Trépassée (1852), gotický román ve stylu Ann Radcliffové.
- La Femme Immortelle (1852, Nesmrtelná žena), román s upírským námětem, česky jako Démon láska nebo jako Milenka ze záhrobí.
- Le Castel du diable (1852, Ďáblův hrad).
- Les Coulisses du Monde (1853, Kulisy světa), tři díly:
  - Gaston de Kerbrie,
  - L'Héritage d'une Centenaire,
  - Un Prince Indien.
- Le Lion de Venise (1855, Benátský lev), česky jako Marietta – dívka benátská.
- La Jeunesse du roi Henri (1859–1860, Mládí krále Jindřicha), čtyři díly, román z mládí krále Jindřicha IV., česky jako Král záletník:
  - La Jeunesse du roi Henri,
  - Les galanteries de Nancy-la-belle,
  - Les amours du valet de trèfle,
  - La reine des barricades (Královna barikád).
- Histoire d’une maîtresse morte (1860, Příběh mrtvé milenky).
- Le Roi des bohémiens (1863, Král cikánů).
- Le Chambrion (1865).
- Le Nouveau Maître d'école (1865, Nový učitel).
- La Veuve de Sologne (1866, Vdova ze Sologne).
- Le trompette de la Bérésina (1866).
- Les Mémoires d'un gendarme (1867, Paměti policistovy).
- Les Fils de Judas (1867).
- Mon Village (1867, Moje vesnice), tři díly.
  - Mademoiselle Mignonne,
  - La mère miracle,
  - Le Brigadier la Neunesse.
- Le Paris mystérieux (Pařížské tajnosti):
  - Les Spadassins de l'Opéra (1867, Šermíři z opery),
  - Les Compagnons de l'amour (1867, Družina lásky),
  - La Dame au gant noir (1868, Dáma s černou rukavicí), skládající se z částí La Comtesse d'Asti a Le Roman de Fulmen.
- Le Grillon du Moulin (1868).
- Le secret du docteur Rousselle (1868, Tajemství doktora Roussella).
- La Dame au collier rouge (1868, Dáma s červeným náhrdelníkem).
- Maître Rossignol, le Libre Penseur (1869).
- Les Voleurs du Grand Monde (1869).
- Le Forgeron de la Cour-Dieu (1869–1870).
- Les Mystères du bois (1871, Tajemství lesa).
- La Juive du Château-Trompette (1879), vydáno posmrtně, česky jako Židovka nebo jako Hraběnka de Blossac.

## Filmové adaptace
- Rocambole (1913, Rocambolo), francouzský němý film, režie Georges Denola.
- Le nouveau Rocambole (1913), francouzský němý film, režie Georges Denola.
- I guanti di Rocambole (1913), italský němý film, režie Segundo de Chomón.
- L'héritage de Cabestan (1913, Cabestanovo dědictví), francouzský němý film podle románu Les Voleurs du Grand Monde,[6] režie Adrien Caillard
- Rocambole et l'héritage du Marquis de Morfontaine (1914), francouzský němý film, režie Georges Denola.
- Rocambole (1919), italský němý film, režie Giuseppe Zaccaria.
- Il fabbro del convento (1922), italský němý film podle románu Le Forgeron de la Cour-Dieu,[7] režie Vincenzo Denizot.
- Les première armes de Rocambole (1924), francouzský němý film, režie Charles Maudru.
- Les amours de Rocambole (1924), francouzský němý film, režie Charles Maudru.
- Rocambole (1932), francouzský film, režie Gabriel Rosca.
- Il fabbro del convento (1945), italský film podle románu Le Forgeron de la Cour-Dieu, režie Max Calandri.
- Rocambole (1946), mexický film, režie Ramón Peón.
- Rocambole (1948), francouzský film, režie Jacques de Baroncelli.
- La revanche de Baccarat (1948), francouzský film, režie Jacques de Baroncelli, pokračování filmu Rocambole.
- La capinera del mulino (1956), italský film podle románu Le Grillon du Moulin, režie Angio Zane.
- Si le roi savait ça (1958), francouzský film podle románu Le trompette de la Bérésina, režie Caro Canaille.
- Rocambole (1963), francouzský film, režie Bernard Borderie.
- Rocambole (1964–1965), francouzský televizní seriál, režie Jean-Pierre Decourt.
- Rocambole contra las mujeres arpías (1967), mexický film, režie Emilio Gómez Muriel.
- Rocambole contra la secta del escorpión (1967), mexický film, režie Emilio Gómez Muriel.
- La herencia misteriosa (1972, Tajemné dědictví), část ze španělského televizního seriálu Novela.
- La Juive du Château-Trompette (1974), francouzský televizní seriál, režie Yannick Andréi.
- Проклятие Дюран (1993), ruský televizní seriál podle románu Les Exploits de Rocambole, režie Viktor Titov.

## Česká vydání
- Rocambolo, galejní otrok, Hynek Militký, Praha 1871.
- Rocambolo ve vězení, Hynek Militký, Praha 1873, přeložil A. K.
- Provaz oběšence, Hynek Militký, Praha 1873, přeložil A. K.
- Nové tajnosti pařížské I. – Tajemné dědictví, Hynek Militký, Praha 1874, přeložil K. A.
- Nové tajnosti pařížské II. – Klub srdcových kluků, Hynek Militký, Praha 1874, přeložil K. A a K. Ch.
- Nové tajnosti pařížské III. – Hříšná turkyně, Alois Hynek, Praha 1874, přeložil K. Ch.. Dostupné online.
- Marietta – dívka benátská, František Neubert, Slaný 1890.
- Židovka, Josef Honc, Praha 1891, přeložil Josef Honc, znovu Národní tiskárna a nakladatelstvo, Praha 1892.
- Kavalír dobrodruh, Národní politika, Praha 1902, románová příloha, přeložil K.K, znovu vydáno Olympia 1993 pod názvem Milenka ze záhrobí.
- Královna barikád, M. Kyprová, Pardubice 1902, přeložil Vladislav Štverák.
- Hraběnka de Blossac, Šolc a Šimáček, Praha 1924, přeložil Rostislav Hanák.
- Rocambolo, kníže katakomb I. – Tajemné dědictví, Karel Kratochvíl, České Budějovice 1925.
- Rocambolo, kníže katakomb II. – Klub srdcových kluků, Karel Kratochvíl, České Budějovice 1925.
- Rocambolo, kníže katakomb III. – Hříšná turkyně, Karel Kratochvíl, České Budějovice 1926.
- Rocambolo, kníže katakomb IV. – Rocambolo v Toulonském bagnu, Karel Kratochvíl, České Budějovice 1926.
- Rocambolo, kníže katakomb V. – Rocambolo ve vězení, Karel Kratochvíl, České Budějovice 1926.
- Rocambolo, kníže katakomb VI. – Provaz oběšence, Karel Kratochvíl, České Budějovice 1926.
- Král záletník, František Topič, Praha 1928–1929, čtyři díly.
- Démon láska, František Ziegner, Praha 1929.
- Tajemství Dra Roussella, Národní politika 1933, přeložil Vladislav Štverák, románová příloha.
- Milenka ze záhrobí, Olympia, Praha 1993, přeložila Marcela Nováková.
- Tajemné dědictví, Návrat, Brno 2000.